# Gobernación Militar israelí
La Gobernación Militar israelí fue un órgano de gobierno militar, creado a raíz de la guerra de los Seis Días en junio de 1967, con el fin de gobernar a la población civil de: Cisjordania, la Franja de Gaza, la península del Sinaí y los Altos del Golán. El gobierno se basó en el Cuarto Convenio de Ginebra, que mostraba directrices para el gobierno militar en las zonas ocupadas. Jerusalén Oriental fue la única excepción de esta orden, y se unió efectivamente al municipio de Jerusalén ya en 1967, y extendiéndose el derecho israelí a la zona (efectivamente, anexionándolo).
La autoridad del gobierno militar fue anulada efectivamente con el Tratado de Paz entre Egipto e Israel, que lo llevó a renunciar a la península del Sinaí en 1982 y transformar el régimen militar en la Franja de Gaza y la Ribera Occidental en la Administración Civil israelí en 1981. La parte ponentina de Altos del Golán fue anexada efectivamente a Israel el mismo año, aboliéndose así el sistema del gobierno militar por completo.

## Establecimiento
La guerra de los Seis Días comenzó el 5 de junio de 1967, con Israel lanzando ataques sorpresa contra los campos aéreos de Egipto en respuesta a la movilización de las fuerzas egipcias en la frontera israelí. Un período de alta tensión había precedido a la guerra. En respuesta a los actos de sabotaje de la OLP contra objetivos israelíes, Israel incursionó en Cisjordania, controlado por Jordania; e inició ataques aéreos sobre Siria, que terminó con enfrentamientos aéreos sobre territorio sirio, ataques de artillería sirios contra asentamientos civiles israelíes en las proximidades de la frontera; lo que fue seguido por la respuesta de Israel contra las posiciones sirias en los Altos del Golán y la ocupación cada vez mayor y frecuente en las zonas desmilitarizadas a lo largo de la frontera con Siria; culminando el bloqueo egipcio de los estrechos de Tirán, el despliegue de sus tropas cerca de la frontera de Israel, y ordenando la evacuación de la fuerza de interposición de la ONU desde la península del Sinaí.
Seis días después, Israel había ganado una decisiva guerra terrestre. Las fuerzas israelíes habían tomado el control de la Franja de Gaza y la península del Sinaí, de Egipto; Cisjordania, incluyendo Jerusalén Oriental, de Jordania; y los Altos del Golán, de Siria. La expansión resultante del territorio llevó a la creación de un gobierno militar en esos territorios para ejecutar los asuntos de las poblaciones árabes que cayeron bajo el dominio militar israelí. En general, el territorio de Israel creció por un factor de tres, incluyendo cerca de un millón de árabes situados bajo el control directo de Israel en los territorios recién capturados. La profundidad estratégica de Israel creció por lo menos 300 kilómetros hacia el sur, 60 kilómetros hacia el levante, y 20 kilómetros de terreno muy accidentado en el norte, un activo de seguridad que resultaría útil en la guerra de Yom Kipur seis años después.

## Gobernabilidad

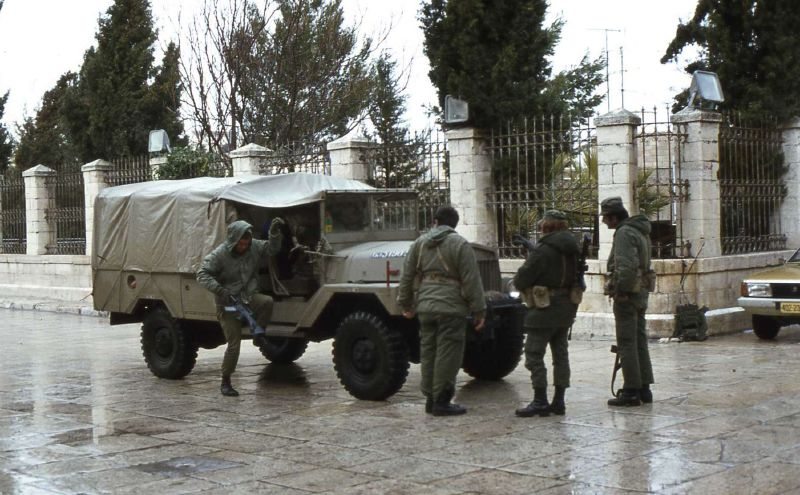
Soldados israelíes en Belén (Gobernación Militar de Israel) en 1978.

Efectivamente, desde junio de 1967, con el fin de gobernar a la población civil de Cisjordania, la Franja de Gaza, la península del Sinaí y los Altos del Golán. El gobierno se basó en el Cuarto Convenio de Ginebra, que mostraba directrices para el gobierno militar en las zonas ocupadas. Jerusalén Oriental fue la única excepción de esta orden, y se unió efectivamente al municipio de Jerusalén ya en 1967, y extendiéndose el derecho israelí a la zona (efectivamente, anexionándolo).

## Disolución
La autoridad del gobierno militar fue anulada efectivamente con el Tratado de Paz entre Egipto e Israel, que lo llevó a renunciar a la península del Sinaí en 1982 y transformar el régimen militar en la Franja de Gaza y la Ribera Occidental en la Administración Civil israelí en 1981. La creación de un administración civil de la Ribera Occidental y la Franja de Gaza se incluyó dentro de los Acuerdos de Camp David firmados por Egipto e Israel en 1978. La naturaleza de este órgano de la administración pública fue definida en la Orden Militar N.º 947, por el gobierno militar de la Ribera Occidental y Gaza. La parte ponentina de los Altos del Golán fue anexada efectivamente a Israel el mismo año, aboliéndose así el sistema de gobierno militar por completo.